# Wireless Hill
Wireless Hill är den nordligaste delen av Macquarieön som tillhör Australien och delstaten Tasmanien, omkring 1 500 kilometer sydost om delstatshuvudstaden Hobart.
Närmaste befolkade plats är forskningsstationen Macquarie Base, 2,1 km sydväst om Wireless Hill. Platsen användes för radiokommunikation i början av 1900-talet.